# Pseudosmittia harrisoni
Pseudosmittia harrisoni är en tvåvingeart som först beskrevs av Freeman 1956.  Pseudosmittia harrisoni ingår i släktet Pseudosmittia och familjen fjädermyggor.
Artens utbredningsområde är Sudan. Inga underarter finns listade i Catalogue of Life.